# 5 janvier 1956
Le jeudi 5 janvier 1956 est le 5e jour de l'année 1956.

## Naissances
- Bernard Rogel, amiral français, chef d'état-major de la Marine, puis chef de l'état-major particulier
- Frank-Walter Steinmeier, politicien allemand
- Gérard Berliner (mort le 13 octobre 2010), auteur-compositeur-interprète et acteur français
- Guillermo Ragazzone, joueur de football salvadorien
- Jo Lemaire, chanteuse belge
- Otaviano Canuto, économiste brésilien
- Peter Leitner, sauteur à ski allemand
- Svetlana Gincheva, rameuse d'aviron bulgare
- Tadija Kačar, boxeur bosnien
- Vladimir Fedorov (mort le 11 août 1979), footballeur soviétique
- Wolfgang Sobotka, politicien autrichien

## Décès
- Genoveva Torres Morales (née le 3 janvier 1870), religieuse espagnole
- Mistinguett (née le 3 avril 1875), chanteuse et actrice française
- Pierre Duhart (né le 25 avril 1910), joueur de football français
- Zeno Payne Metcalf (né en 1885), entomologiste américain

## Événements
- Création de l'aéroport international de Kansas City ;
- Sortie du film allemand Le Diable en personne ;
- Début des informations télévisées et radiophoniques publiques officielles (NOS Journaal) aux Pays-Bas ;
- Au Cambodge, Oum Cheang Sun est nommé Premier ministre.